# GreenT

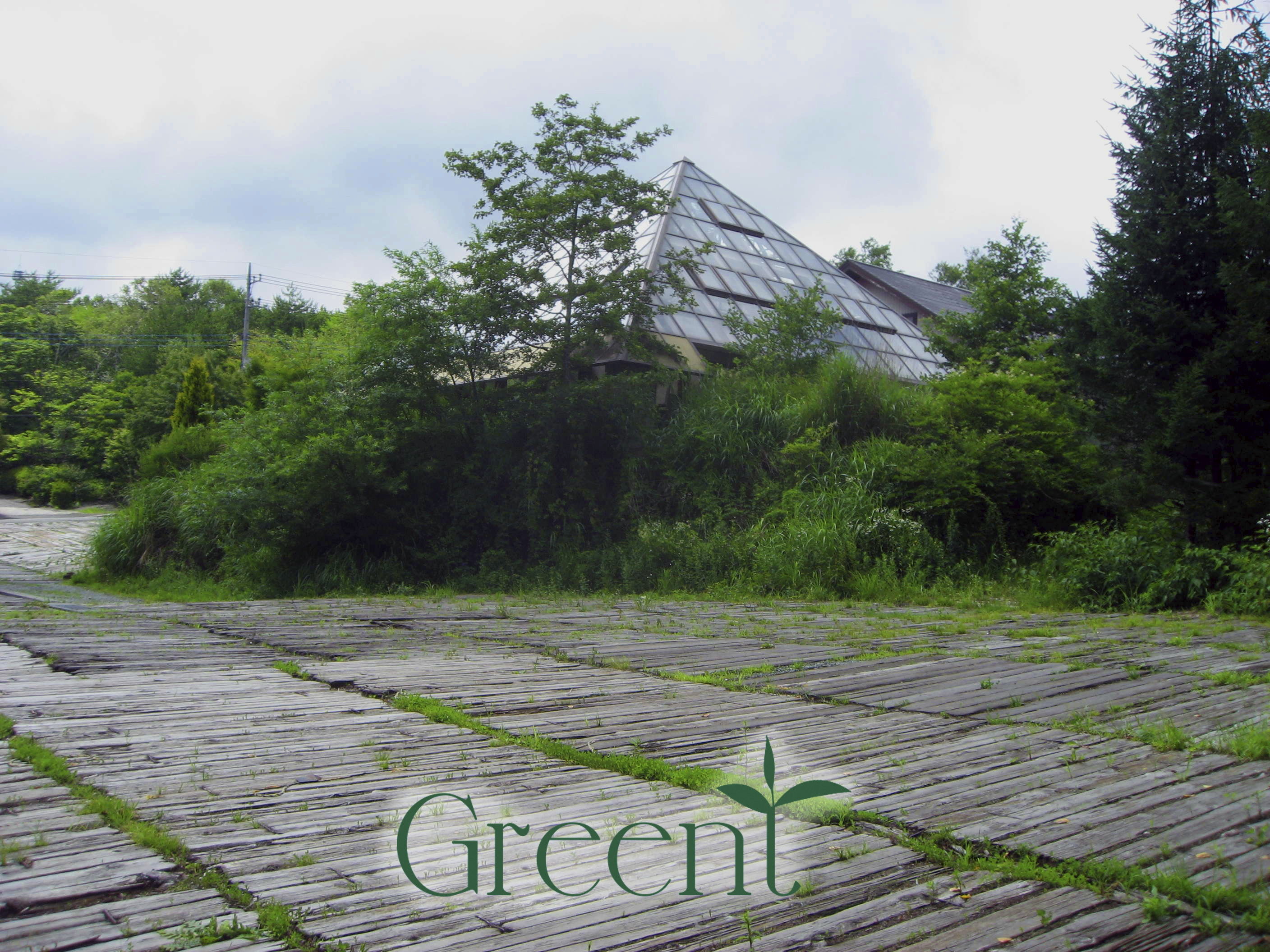
GreenT八ヶ岳

GreenT株式会社は、ソーラー発電施設（ソーラーシェアリング、ソーラーシェイディング）の設置事業などを行っている日本の会社である。休耕田や耕作放棄された田畑にソーラー発電施設を設置するとともに、ハーブやキノコなどの農産物を生産・加工している。

## 概要
農業生産法人Greenish（グリニッシュ）と共同で耕作放棄地の復興作業を行い、主に耕作放棄地で農業をしながら太陽光発電を行っている。具体的には休耕田で紫にんにくを収穫するとともに、ソーラーパネルの下で鶏を放し飼いにして卵を生産したり、日陰を好むハーブやキノコを栽培し、加工する6次産業を行っている。

## 沿革
GreenT社のウェブサイトによれば、1970年にK&Y株式会社として東京都港区赤坂の乃木坂で創業
2013年5月に社名をGreenT株式会社に変更した。
- 1972年 フェアートレーディングを開始、東アフリカより紅茶、コーヒーを輸入。
- 2011年 Greent 株式会社の会長吉田愛一郎はアルディナウペポの支援者として母である代表吉田千鶴と社会貢献賞を受賞している[3]。
- 2013年6月 - あさひ福祉作業所にアグリソーラー、フルファーム型のソーラー発電設備を設置[4]。
- 2014年 - 中国系太陽光パネルメーカーのトリナ・ソーラーから太陽光発電パネルの無償提供を受け、ケニアの孤児院に50kwの太陽光発電設備を寄付[5]。
- 2015年7月 - GreenT株代表吉田愛一郎はあさひ福祉作業場の理事であったので、主要取引会社のトリナソーラーにあさひの支援を依頼した。[6][7][8]。
- 2021年 - 農福連系に再エネを加えた農産福の三角形を提唱